# UnitedHealthcare Professional Cycling Team/Saison 2014
Dieser Artikel listet Erfolge und Fahrer des Radsportteams UnitedHealthcare in der Saison 2014 auf.

## Erfolge in der UCI America Tour
| Datum      | Rennen                       | Kat. | Sieger       |
| ---------- | ---------------------------- | ---- | ------------ |
| 1. Juni    | Philadelphia Cycling Classic | 1.1  | Kiel Reijnen |
| 18. August | 1. Etappe USA Pro Challenge  | 2.HC | Kiel Reijnen |

## Erfolge in der UCI Asia Tour
| Datum   | Rennen                     | Kat. | Sieger        |
| ------- | -------------------------- | ---- | ------------- |
| 3. März | 5. Etappe Tour de Langkawi | 2.HC | Bradley White |
| 9. März | 1. Etappe Tour de Taiwan   | 2.1  | Luke Keough   |

## Erfolge in der UCI Europe Tour
| Datum   | Rennen                   | Kat. | Sieger       |
| ------- | ------------------------ | ---- | ------------ |
| 22. Mai | 2. Etappe Tour of Norway | 2.HC | Marc de Maar |

## Abgänge – Zugänge
| Zugänge          | Team 2013                                  | Abgänge        | Team 2014     |
| ---------------- | ------------------------------------------ | -------------- | ------------- |
| Martijn Maaskant | Garmin Sharp                               | Philip Deignan | Team Sky      |
| Ken Hanson       | Optum-Kelly Benefit Strategies             | Jake Keough    | 5-Hour Energy |
| Isaac Bolívar    | Aguardiente Antioqueño-Lotería de Medellín |                |               |

## Mannschaft
| Name               | Geburtstag        | Nationalität       |              |
| ------------------ | ----------------- | ------------------ | ------------ |
| Carlos Alzate      | 23. März 1983     | Kolumbien          |              |
| Alessandro Bazzana | 16. Juli 1984     | Italien            |              |
| Isaac Bolívar      | 9. Mai 1991       | Kolumbien          |              |
| Hilton Clarke      | 11. Juli 1979     | Australien         |              |
| Jonathan Clarke    | 18. Dezember 1984 | Australien         |              |
| Benjamin Day       | 11. Dezember 1978 | Australien         |              |
| Lucas Euser        | 5. Dezember 1983  | Vereinigte Staaten |              |
| Robert Förster     | 27. Januar 1978   | Deutschland        |              |
| Davide Frattini    | 6. August 1978    | Italien            |              |
| Ken Hanson         | 14. April 1982    | Vereinigte Staaten |              |
| Adrian Hegyvary    | 5. Januar 1984    | Vereinigte Staaten |              |
| Aldo Ino Ilešič    | 1. September 1984 | Slowenien          |              |
| Martyn Irvine      | 6. Juni 1985      | Irland             |              |
| Christopher Jones  | 6. August 1979    | Vereinigte Staaten |              |
| Luke Keough        | 10. August 1991   | Vereinigte Staaten |              |
| Jeff Louder        | 8. Dezember 1977  | Vereinigte Staaten |              |
| Marc de Maar       | 15. Februar 1984  | Curaçao            |              |
| Martijn Maaskant   | 27. Juli 1983     | Niederlande        |              |
| Karl Menzies       | 17. Juni 1977     | Australien         |              |
| John Murphy        | 15. Dezember 1984 | Vereinigte Staaten |              |
| Kiel Reijnen       | 1. Juni 1986      | Vereinigte Staaten |              |
| Daniel Summerhill  | 13. Februar 1989  | Vereinigte Staaten |              |
| Bradley White      | 15. Januar 1982   | Vereinigte Staaten |              |
| Stagiaires         | Stagiaires        | Nationalität       | Nationalität |
| Federico Zurlo     | Federico Zurlo    | Italien            |              |